# Валбжихское воеводство
Валбжихское воеводство (пол. województwo wałbrzyskie) — существовавшее в Польше в период 1975—1998 годов как основные единицы административного деления страны. 
Одно из 49 воеводств Польши, которые были упразднены в итоге административной реформы 1998 года. Занимало площадь 4168 км². В 1998 году насчитывало 733 000 жителей. Столицей воеводства являлся город Валбжих.
В 1999 году территория воеводства включена в Нижнесилезское воеводство.

## Города
Города Валбжихского воеводства по числу жителей (по состоянию на 31 декабря 1998 года):
| 1. Валбжих (136 923) 2. Свидница (65 109) 3. Дзержонюв (37 753) 4. Белява (33 793) 5. Клодзко (30 278) 6. Нова-Руда (26 807) 7. Свебодзице (24 745) 8. Богушув-Горце (18 392) 9. Стшегом (17 621) 10. Зомбковице-Слёнске (17 454) 11. Быстшица-Клодзкая (11 969) 12. Кудова-Здруй (10 873) 13. Пешице (10 002) 14. Зембице (9961) 15. Глушица (7518) 16. Поляница-Здруй (7413) | 1. Строне-Слёнске (7351) 2. Пилава-Гурна (7095) 3. Жарув (6999) 4. Лёндек-Здруй (6947) 5. Щавно-Здруй (6055) 6. Щитна (5850) 7. Душники-Здруй (5569) 8. Едлина-Здруй (5394) 9. Явожина-Слёнска (5309) 10. Мерошув (5063) 11. Немча (3512) 12. Злоты-Сток (3199) 13. Бардо (3032) 14. Мендзылесье (2905) 15. Радкув (2677) |

## Население
| Год       | 1975    | 1980    | 1985    | 1990    | 1995    | 1998    |
| Население | 713 900 | 716 100 | 735 800 | 740 900 | 739 500 | 733 000 |